# The Eager Beaver
Pour plus de détails, voir Fiche technique et Distribution.
The Eager Beaver est un court métrage d'animation américain de la série des Merrie Melodies réalisé par Chuck Jones, sorti en 1946. 